# بيت وردن
بيت وردن (بالإنجليزية: Pete Worden)‏ هو ضابط أمريكي، ولد في 1949 في ميشيغان في الولايات المتحدة.